# Expedición 2
La Expedición 2 fue la segunda estancia de larga duración en la Estación Espacial Internacional, inmediatamente después de la Expedición 1. La tripulación, formada por tres personas, permaneció a bordo de la estación durante 163 días entre marzo y agosto de 2001. La Expedición 3, que también contó con tres integrantes, le siguió en forma inmediata.
El inicio de la expedición se produjo cuando la tripulación se acopló a la estación el 10 de marzo de 2001 a bordo de la nave STS-102, que había partido dos días antes. Durante la misión, la tripulación de la Expedición 2 ayudó en diversas tareas de mantenimiento y ensamblaje de la estación, alojó a dos tripulaciones de transbordadores STS y a una tripulación de nave rusa Soyuz, y llevó a término algunos experimentos científicos.
El primer transbordador visitante, la nave STS-100, se acopló a mediados de abril de 2001 transportando el Canadarm2 para su instalación. La nave espacial rusa Soyuz TM-32 se acopló a finales de abril de 2001, llevando a la estación al primer turista espacial Dennis Tito. El segundo transbordador visitante fue la nave STS-104, que se acopló a mediados de julio de 2001, y su tripulación llevó a cabo varios paseos espaciales para instalar la cámara Quest. La expedición finalizó cuando el transbordador espacial Discovery se separó de la estación el 20 de agosto de 2001.
La tripulación de la expedición estaba formada por un ruso, el comandante Yury Usachev y dos tripulantes estadounidenses, Susan Helms y James Voss. Los tres habían estado en la estación brevemente el año anterior, durante la misión de diez días del STS-101 en mayo de 2000.

## Tripulación
Los tres miembros de la tripulación habían visitado la Estación Espacial Internacional juntos en mayo de 2000 a bordo del STS-101. Además de este vuelo espacial, el comandante de la Expedición 2 Yury Usachev había realizado otros dos vuelos espaciales (Soyuz TM-18 y Soyuz TM-23), para misiones de larga estancia a bordo la estación Mir (EO-15 y EO-21).
Además de la misión STS-101, la ingeniera de vuelo Susan Helms había realizado otros tres vuelos espaciales, todos ellos misiones del transbordador espacial (STS-54, STS-64 y STS-78). James Voss también había realizado tres vuelos espaciales en misiones del transbordador espacial (STS-44, STS-53 y STS-69).

### Integrantes
| Posición             | Astronauta                              |                                         |
| -------------------- | --------------------------------------- | --------------------------------------- |
| Comandante           | Yury Usachev, RSA Cuarto vuelo espacial | Yury Usachev, RSA Cuarto vuelo espacial |
| Ingeniero de vuelo 1 | Susan Helms, NASA Quinto vuelo espacial | Susan Helms, NASA Quinto vuelo espacial |
| Ingeniero de vuelo 2 | James Voss, NASA Quinto vuelo espacial  | James Voss, NASA Quinto vuelo espacial  |

## Parámetros de la misión
- Acoplamiento: STS-102 - 10 de marzo de 2001 a las 06:38 UTC
- Desacoplamiento: STS-105 - 20 de agosto de 2001 a las 14:51 UTC
- Tiempo acoplamiento: 163 días 8 horas y 13 minutos

### NASA
1. 1 2  «ISS Expedition Two Crew» (en inglés). NASA. Archivado desde el original el 22 de abril de 2008. Consultado el 3 de enero de 2011.
2. ↑  «Cosmonaut Bio: Yury Vladimirovich Usachev» (en inglés). NASA. Consultado el 3 de enero de 2011.
3. ↑  «Astronaut Bio: Susan J. Helms» (en inglés). NASA. Archivado desde el original el 15 de julio de 2007. Consultado el 3 de enero de 2011.
4. ↑  «Astronaut Bio: James S. Voss» (en inglés). NASA. Consultado el 3 de enero de 2011.